# Сельское поселение «Ленинское» (Читинский район)
Се́льское поселе́ние «Ленинское» — муниципальное образование в Читинском районе Забайкальского края Российской Федерации.
Административный центр — посёлок Ленинский.

## История
Статус и границы сельского поселения установлены Законом Читинской области от 19 мая 2004 года «Об установлении границ, наименований вновь образованных муниципальных образований и наделении их статусом сельского, городского поселения в Читинской области»

## Население
| 2010 | 2011 | 2012 | 2013 | 2014 | 2015 | 2016 |
| ---- | ---- | ---- | ---- | ---- | ---- | ---- |
| 278  | ↗280 | ↘271 | ↘266 | ↘263 | ↘262 | ↘261 |
| 2017 | 2018 | 2019 | 2020 | 2021 |      |      |
| ↘259 | ↘244 | ↘240 | ↘235 | ↘194 |      |      |

## Состав сельского поселения
| № | Населённый пункт | Тип населённого пункта          | Население |
| - | ---------------- | ------------------------------- | --------- |
| 1 | Ленинский        | посёлок, административный центр | ↘194      |